# Championnats des États-Unis d'athlétisme 2023
Navigation
Championnats 2022 2024
Les Championnats des États-Unis d'athlétisme 2023 se déroulent du 6 au 9 juillet à l'Hayward Field de Eugene, en Oregon. La compétition détermine les champions d'athlétisme seniors et juniors des États-Unis, mais également les qualifiés pour les championnats du monde 2023.

## Résultats

### Hommes
| Épreuves                     | Or                               | Argent                              | Bronze                          |
| ---------------------------- | -------------------------------- | ----------------------------------- | ------------------------------- |
| 100 m Vent : + 0,1 m/s       | Cravont Charleston 9 s 95        | Christian Coleman 9 s 96            | Noah Lyles 10 s 00              |
| 200 m Vent : - 0,1 m/s       | Erriyon Knighton 19 s 72         | Kenneth Bednarek 19 s 82            | Courtney Lindsey 19 s 85        |
| 400 m                        | Bryce Deadmon 44 s 21            | Vernon Norwood 44 s 38              | Quincy Hall 44 s 41             |
| 800 m                        | Bryce Hoppel 1 min 46 s 20       | Isaiah Harris 1 min 46 s 68         | Clayton Murphy 1 min 46 s 82    |
| 1 500 m                      | Yared Nuguse 3 min 34 s 90       | Joe Waskom 3 min 35 s 32            | Cole Hocker 3 min 35 s 46       |
| 5 000 m                      | Abdihamid Nur 13 min 24 s 37     | Paul Chelimo 13 min 24 s 90         | Sean McGorty 13 min 25 s 98     |
| 10 000 m                     | Woody Kincaid 28 min 23 s 01     | Joe Klecker 28 min 24 s 50          | Sean McGorty 28 min 24 s 96     |
| Marathon                     | Zach Panning 2 h 9 min 28 s      | Elkanah Kibet 2 h 9 min 7 s         | Nico Montanez 2 h 9 min 55 s    |
| 3 000 m steeple              | Kenneth Rooks 8 min 16 s 78      | Benard Keter 8 min 17 s 19          | Isaac Updike 8 min 17 s 69      |
| 20 km marche                 | Nick Christie 1 h 25 min 30 s 31 | Emmanuel Corvera 1 h 31 min 31 s 53 | Samuel Allen 1 h 31 min 58 s 72 |
| 35 km marche                 | Nick Christie 2 h 44 min 16 s    | Dan Nehnevaj 2 h 47 min 48 s        | John Cody Risch 2 h 50 min 6 s  |
| 110 m haies Vent : - 0,2 m/s | Daniel Roberts 13 s 05           | Cordell Tinch 13 s 08               | Freddie Crittenden 13 s 23      |
| 400 m haies                  | Rai Benjamin 46 s 62             | CJ Allen 48 s 18                    | Trevor Bassitt 48 s 26          |
| Saut en hauteur              | JuVaughn Harrison 2,26 m         | Shelby McEwen 2,26 m                | Vernon Turner 2,21 m            |
| Saut à la perche             | Chris Nilsen 5,91 m              | Zach McWhorter 5,86 m               | Zach Bradford 5,86 m            |
| Saut en longueur             | Marquis Dendy 8,14 m             | Jarrion Lawson 8,13 m               | JuVaughn Harrison 8,08 m        |
| Triple saut                  | Donald Scott 17,22 m             | Will Claye 16,98 m                  | Chris Benard 16,68 m            |
| Lancer du poids              | Ryan Crouser 22,86 m             | Josh Awotunde 22,10 m               | Payton Otterdahl 22,09 m        |
| Lancer du disque             | Sam Mattis 65,93 m               | Turner Washington 65,60 m           | Brian Williams 63,36 m          |
| Lancer du marteau            | Rudy Winkler 79,04 m             | Daniel Haugh 77,24 m                | Alex Young 75,87 m              |
| Lancer du javelot            | Curtis Thompson 80,92 m          | Capers Williamson 78,91 m           | Marc Anthony Minichello 78,07 m |
| Décathlon                    | Harrison Williams 8 630 pts      | Zach Ziemek 8 508 pts               | Austin West 8 331 pts           |

### Femmes
| Épreuves                     | Or                                  | Argent                              | Bronze                           |
| ---------------------------- | ----------------------------------- | ----------------------------------- | -------------------------------- |
| 100 m Vent : + 0,7 m/s       | Sha'Carri Richardson 10 s 82        | Brittany Brown 10 s 90              | Tamari Davis 10 s 99             |
| 200 m Vent : - 0,4 m/s       | Gabrielle Thomas 21 s 60            | Sha'Carri Richardson 21 s 94        | Kayla White 22 s 01              |
| 400 m                        | Sydney McLaughlin-Levrone 48 s 74   | Britton Wilson 49 s 79              | Talitha Diggs 49 s 93            |
| 800 m                        | Nia Akins 1 min 59 s 50             | Raevyn Rogers 1 min 59 s 83         | Kaela Edwards 2 min 0 s 52       |
| 1 500 m                      | Nikki Hiltz 4 min 3 s 10            | Athing Mu 4 min 3 s 44              | Cory McGee 4 min 3 s 48          |
| 5 000 m                      | Elise Cranny 14 min 52 s 66         | Alicia Monson 14 min 55 s 10        | Natosha Rogers 14 min 55 s 39    |
| 10 000 m                     | Elise Cranny 32 min 12 s 30         | Alicia Monson 32 min 17 s 51        | Natosha Rogers 32 min 22 s 77    |
| Marathon                     | Keira D'Amato 2 h 19 min 12 s       | Susanna Sullivan 2 h 24 min 27 s    | Lindsay Flanagan 2 h 24 min 43 s |
| 3 000 m steeple              | Krissy Gear 9 min 12 s 81           | Emma Coburn 9 min 13 s 60           | Courtney Wayment 9 min 14 s 63   |
| 20 km marche                 | Maria Michta-Coffey 1 h 38 min 37 s | Stephanie Casey 1 h 40 min 48 s     | Miranda Melville 1 h 40 min 48 s |
| 35 km marche                 | Miranda Melville 2 h 57 min 22 s    | Maria Michta-Coffey 2 h 58 min 39 s | Stephanie Casey 3 h 0 min 35 s   |
| 100 m haies Vent : + 0,4 m/s | Nia Ali 12 s 37                     | Kendra Harrison 12 s 42             | Masai Russell 12 s 46            |
| 400 m haies                  | Shamier Little 53 s 34              | Dalilah Muhammad 53 s 53            | Anna Cockrell 54 s 24            |
| Saut en hauteur              | Vashti Cunningham 1,91 m            | Rylee Anderson Jenna Rogers 1,86 m  | Non décernée                     |
| Saut à la perche             | Katie Moon 4,90 m                   | Sandi Morris 4,61 m                 | Hana Moll 4,61 m                 |
| Saut en longueur             | Tara Davis-Woodhall 6,87 m          | Quanesha Burks 6,82 m               | Jasmine Moore 6,74 m             |
| Triple saut                  | Tori Franklin 14,44 m               | Keturah Orji 14,43 m                | Jasmine Moore 14,19 m            |
| Lancer du poids              | Maggie Ewen 19,92 m                 | Adelaide Aquilla 19,02 m            | Jalani Davis 18,62 m             |
| Lancer du disque             | Valarie Allman 66,67 m              | Lagi Tausaga-Collins 65,46 m        | Elena Bruckner 58,33 m           |
| Lancer du marteau            | Brooke Andersen 78,65 m             | DeAnna Price 78,18 m                | Janee Kassanavoid 76,44 m        |
| Lancer du javelot            | Maddie Harris 60,73 m               | Maggie Malone 58,79 m               | Madison Wiltrout 55,51 m         |
| Heptathlon                   | Anna Hall 6 677 pts                 | Taliyah Brooks 6 319 pts            | Chari Hawkins 6 053 pts          |

## Légende
Records et Performances
- AR : Record continental (area record)
- CR : Record des championnats (championship record)
- MR : Record du meeting (meet record)
- NR : Record national (national record)
- OR : Record olympique (olympic record)
- PR : Record paralympique (paralympic record)
- PB : Record personnel (personal best)
- SB : Meilleure performance personnelle de la saison (season's best)
- WL : Meilleure performance mondiale de l'année (world leader)
- WJR : Record du monde junior (world junior record)
- WR : Record du monde (world record)

Circonstances et Conditions
- DNF : N'a pas terminé (did not finish)
- DNS : N'a pas pris le départ (did not start)
- DQ : Disqualification (disqualification)
- NM : Aucun essai valable enregistré (No Mark)
- Q : Qualifié « directement » au prochain tour (ou à la prochaine compétition), lors d'une compétition majeure, grâce au classement ou à la réalisation des minima (automatic qualifier)
- q : Qualifié au prochain tour (ou à la prochaine compétition), lors d'une compétition majeure, grâce au repêchage ou à la réalisation de l'une des meilleures performances parmi celles des « non qualifiés directement » (grâce au meilleur temps ou à la meilleure distance par exemple) (secondary qualifier)